# Ракитянка (посёлок)
Ракитянка — упразднённый посёлок (с 1939 по 1999 годы — рабочий посёлок) на территории современного городского округа города Медногорск Оренбургской области России. На момент упразднения являлся административным центром и единственным населённым пунктом Ракитнянского поссовета. В 2001 году посёлок упразднён и исключён из учётных данных, а его территория включена в состав города Медногорска в качестве отдалённого микрорайона.

## География
Посёлок занимает долину в которой формируется река Джерекля (приток реки Блява), в 2,5 км к северо-востоку от окраины собственно города Медногорск.

### Климат
Климат умеренно континентальный. Времена года выражены чётко. Среднегодовая температура по району изменяется от +4,0 °C до +4,8 °C. Самый холодный месяц года — январь, среднемесячная температура около −20,5…−35 °C. Атмосферных осадков за год выпадает от 300 до 450—550 мм, причём большая часть приходится на весенне-летний период (около 70 %). Снежный покров довольно устойчив, продолжительность его, в среднем, 150 дней.

## История
Начало посёлку Ракитянка положили два «малороссийских» хутора Ракитянский 1-й и 2-й основанных в 1891 году переселенцами из слободы Ракитная Грайворонского уезда Курской губернии. Переселенцами было приобретено 3000 десятин пахотной земли по 5 рублей за десятину у башкир Ибрагимовского общества. В 1898 году на хуторах насчитывалось 44 двора и 376 жителей, из них 202 человека мужского пола и 174 — женского. В 1896 году, по инициативе покровского священника Василия Романовского, в хуторе Ракитянском на средства жителей была открыта школа.
По данным на 1917 год хутора Ракитянский 1-й и 2-й состояли соответственно из 68 и 23 хозяйств. В административном отношении входили в состав 5-й Усерганской волости Орского уезда Оренбургской губернии.
В 1932 году в районе хуторов было открыто Блявинское месторождение медной руды. К 1934 г. началась добыча руды, в том же году началось строительство медно-серного завода. На месте хуторов образовался шахтерский посёлок.
В 1935 году открылось движение по железнодорожной ветке длиной 7 км, протянутой от разъезда 10 км к строящемуся комбинату и руднику — до посёлка Ракитянка. В том же году для снабжал шахтеров и горожан сельхозпродукцией было организовано подсобное хозяйство, для чего часть жителей посёлка переселили севернее, где появился посёлок Новая Ракитянка.
В 1939 году указом ПВС РСФСР посёлку Ракитянка присвоен статус рабочего посёлка и передан в подчинение Медногорского горсовета.
Постановлением законодательного Собрания Оренбургской области от 10 февраля 1999 года изменён статус рабочего посёлка Ракитянка на сельский населённый пункт посёлок Ракитянка.
В июне 2001 года Ракитянский поссовет и посёлок были включены в состав муниципального образования городской округ город Медногорск. А в октябре 2001 года посёлок был упразднён.

## Население
| 1939 | 1959  | 1970  | 1979  | 1989  |
| ---- | ----- | ----- | ----- | ----- |
| 7078 | ↘6845 | ↘5027 | ↘3994 | ↘3153 |